# Columbarium

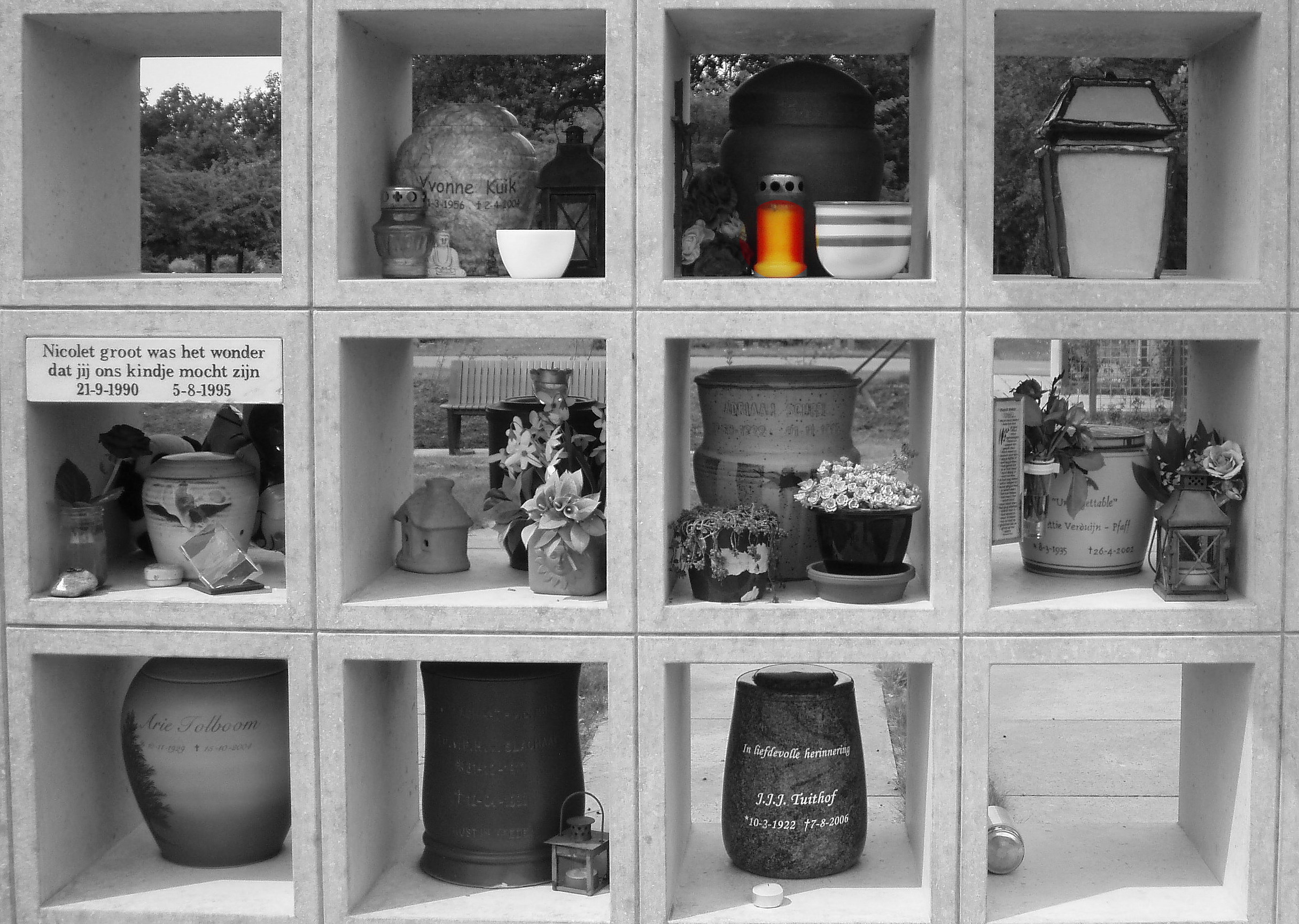
Urnenmuur op begraafplaats Rijnhof in Woerden

Een columbarium (Latijn voor duiventil) is een urnenmuur.
Indien een stoffelijk overschot niet wordt begraven maar gecremeerd, zijn er diverse bestemmingsmogelijkheden voor de as. In de nabijheid van een crematorium bevindt zich doorgaans een strooiveld voor de verstrooiing van de as. Ook kan de as op een andere plek uitgestrooid worden, zoals op zee. In deze gevallen is uiteraard nauwelijks sprake van een concreet aanwijsbare laatste rustplaats. Columbaria bestaan er in verschillende varianten. Een columbarium dat zich binnen bevindt wordt een binnencolumbarium genoemd. Dit is hetzelfde als een buitencolumbarium maar dan overdekt en verwarmd. 
Indien nabestaanden de voorkeur geven aan een identificeerbare plek, of als de overledene heeft beschikt dat die er moet zijn, kan de as worden bijgezet in een urn. Speciaal daartoe bestemde muren of muurachtige bouwsels in of nabij crematoria of op begraafplaatsen bevatten tal van nissen, waarvan elk een urn kan bevatten. In Nederland mag dit ook op eigen grond waardoor een tuincolumbarium ontstaat. De herkenbaarheid en vindbaarheid worden nog bevorderd doordat ook persoonsgegevens als de naam en het jaar van geboorte en van overlijden kunnen worden vermeld.
Columbaria bestaan al sinds de oudheid; toen vormden zij necropolen ("dodensteden") voor de armere bevolking van een stad. Voorheen kon een columbarium ook een muur of kelder zijn met graven erin; in hedendaags verband wordt het woord alleen gebruikt als het om de as van een overledene gaat.